# Лаза
Лаза (італ. Lasa) — муніципалітет в Італії, у регіоні Трентіно-Альто-Адідже,  провінція Больцано.
Лаза розташована на відстані близько 550 км на північ від Рима, 70 км на північний захід від Тренто, 55 км на захід від Больцано.

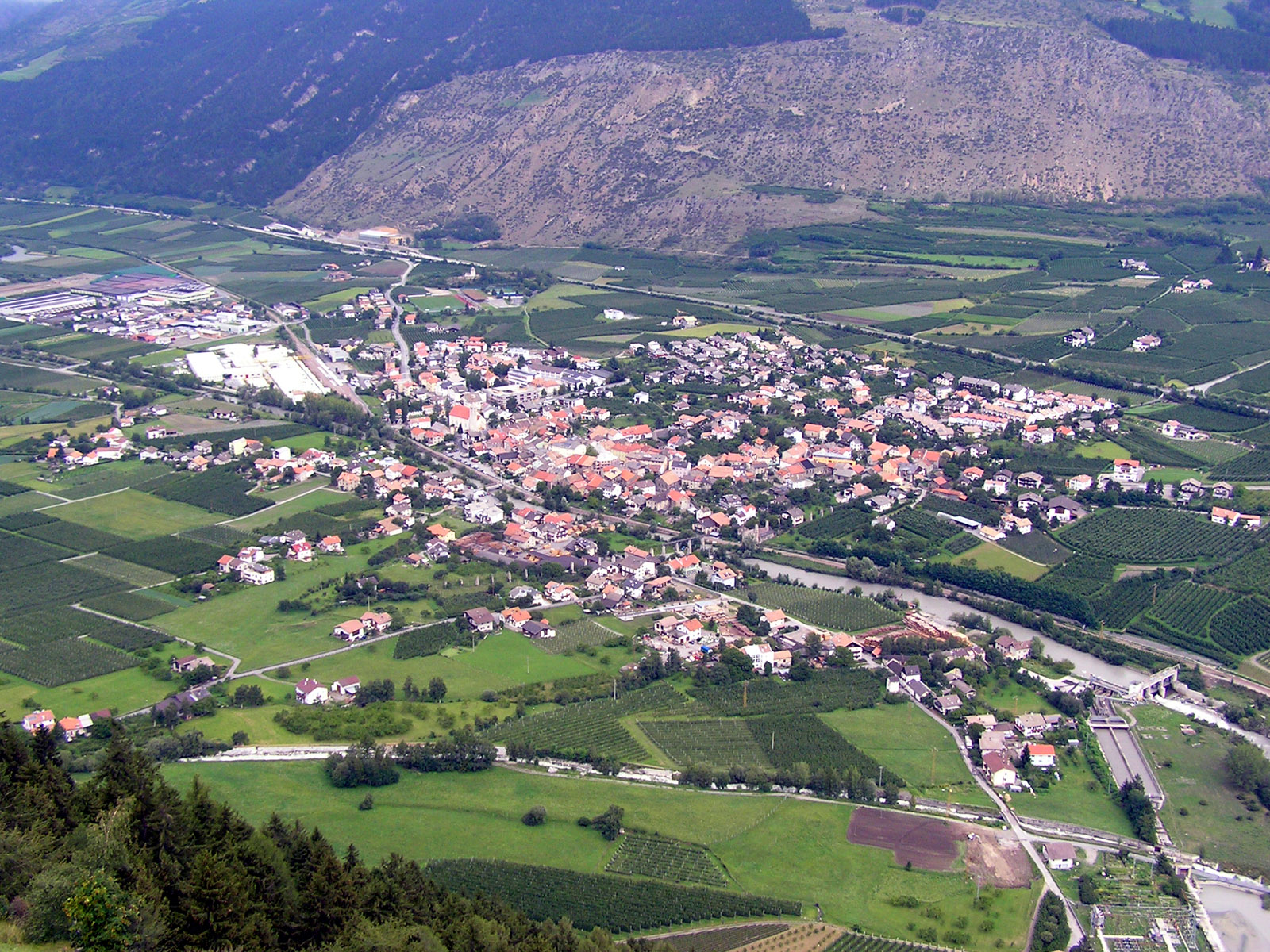

Населення — 3974 особи (2014).

## Демографія
Населення за роками:

Станом на 1 січня 2023 року в муніципалітеті офіційно проживало 270 іноземців з 27 країн, серед них 116 громадян країн Євросоюзу та 1 громадянин України.

## Сусідні муніципалітети
- Маллес-Веноста
- Мартелло
- Прато-алло-Стельвіо
- Сіландро
- Злудерно
- Стельвіо